# Slag bij Otterburn

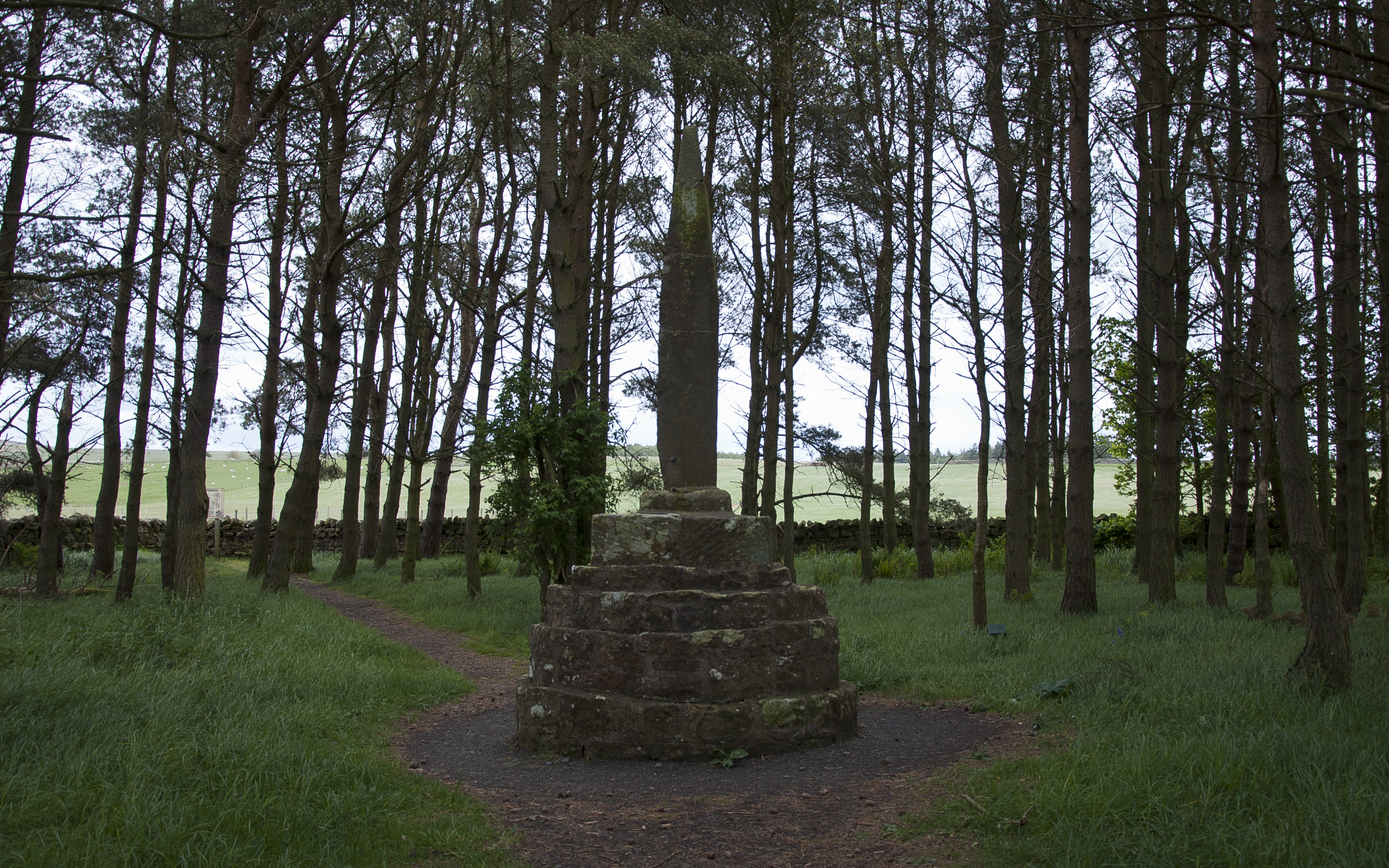
Percy's Cross bij het slagveld

De Slag bij Otterburn was een veldslag tussen een Schots en een Engels leger tijdens een augustusnacht in 1388. De confrontatie vond plaats ongeveer 1 km ten westen van het Engelse Otterburn, niet ver van de Schots-Engelse grens in de Cheviot Hills. De slag kan ook gezien worden als een fase in de Honderdjarige Oorlog toen Engeland tegen Schotland en Frankrijk, verenigd in de Auld Alliance, om de heerschappij vochten. Ook lokale belangen in de grensstreek en de reeds lang aanslepende vete tussen de adellijke families Douglas en Percy speelden een rol. De plaats wordt gemarkeerd door een monument, Percy's cross. Historici zijn het oneens over de precieze datum waarbij 5, 10 en 19 augustus de vaakst vermelde datums zijn.

## Aanleiding
James Douglas, aanvoerder van een Schots leger van 7000 man, viel begin augustus 1388 Noord-Engeland binnen en verwoestte de streek rond Durham en Newcastle. Hij slaagde erin de vaan te veroveren van de verdediger van Newcastle, Henry Percy en voerde die mee naar Otterburn. Henry Percy, zijn bijnaam hotspur (driftkop) getrouw, vertrok in zeven haasten met 9000 man, op zoek naar de Schotten en wachtte niet op de versterkingen die beloofd waren door Anthony Bek, de bisschop van Durham. Zijn mannen waren moe en hongerig na een geforceerde mars maar Percy besloot onmiddellijk tot de aanval over te gaan omdat zijn verkenners hem hadden verzekerd dat de Schotse strijdmacht niet meer dan 3000 man telde.

## De slag
De Engelsen naderden vanuit het oosten waarbij ze ongeveer het traject van de huidige weg A696 volgden. James Douglas die de reputatie van zijn tegenstander kende, was toch verbaasd dat de Engelsen zo snel opdoken. Percy had intussen een kleine strijdmacht, onder leiding van Sir Thomas Umphraville, lord van Redesdale, opdracht gegeven het kamp van de Schotten bij Greenchester aan te vallen. Douglas en Percy waren intussen met hun strijdmacht, terwijl het donker werd, slaags geraakt op de heuvelkam.
De mannen van Redesdale hadden intussen het Schots kamp geplunderd en een deel van hen vertrok met de buit. De resterende strijdmacht verkoos de Engelsen op de heuvelkam te vervoegen, in plaats van de Schotten in de rug aan te vallen. De nacht verhinderde dat de Engelsen hun gevreesde longbow konden inzetten. De verzwakte Engelsen geraakten in paniek toen de Schotse aanvoerder een aanval beval op hun rechterflank. 1800 Engelsen werden gedood terwijl ze op de vlucht sloegen. Een aantal Engelse ridders werd gevangengenomen waaronder Henry Percy en zijn broer Ralph. Ze werden later vrijgekocht. Onder de Schotse verliezen (100 man) was de Schotse aanvoerder Douglas. Zijn lichaam werd naar Melrose Abbey gebracht. De gesneuvelden kregen een laatste rustplaats bij de kerk van het naburige Elsdon. De vaan van Percy werd nooit teruggevonden.

## Gevolgen
Deze bloedige nederlaag van de Engelsen zorgde ervoor dat de volgende confrontatie eerst in 1402 plaatsvond. Tijdens de Slag bij Humbleton Hill waren het de Schotten die het onderspit moesten delven.

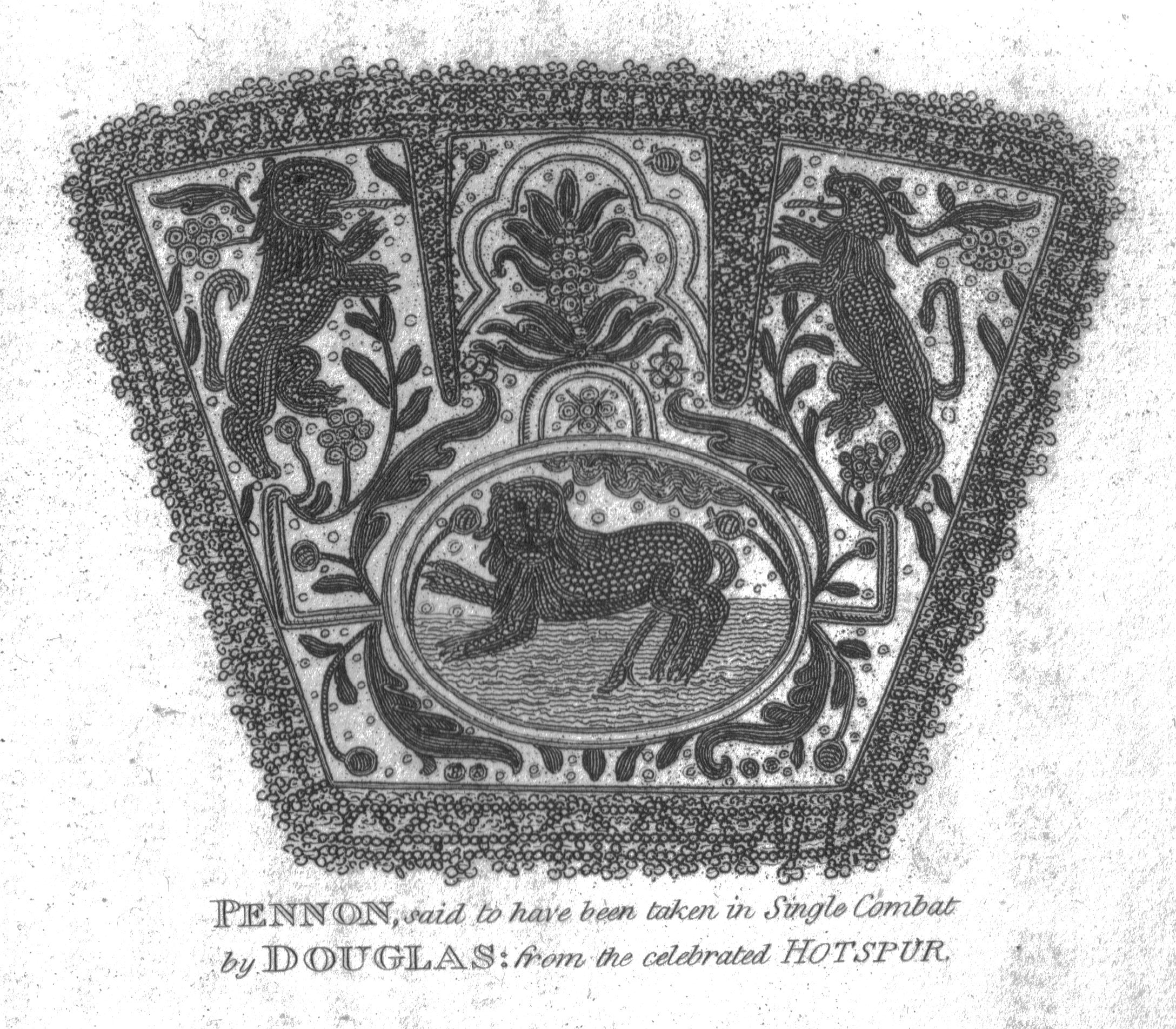
De vaan van Hotspur
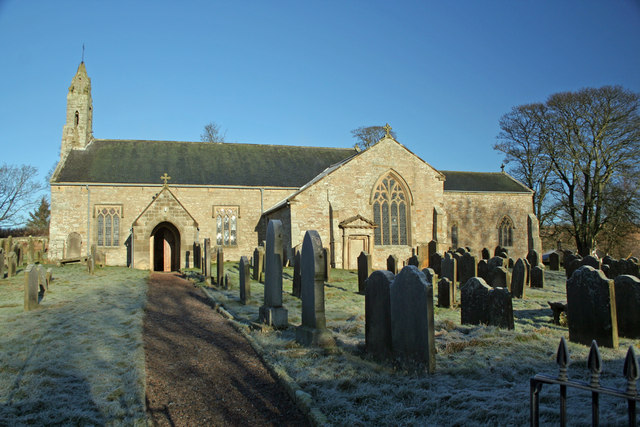
De kerk van Elsdon